# Massaker von Kraljevo und Kragujevac

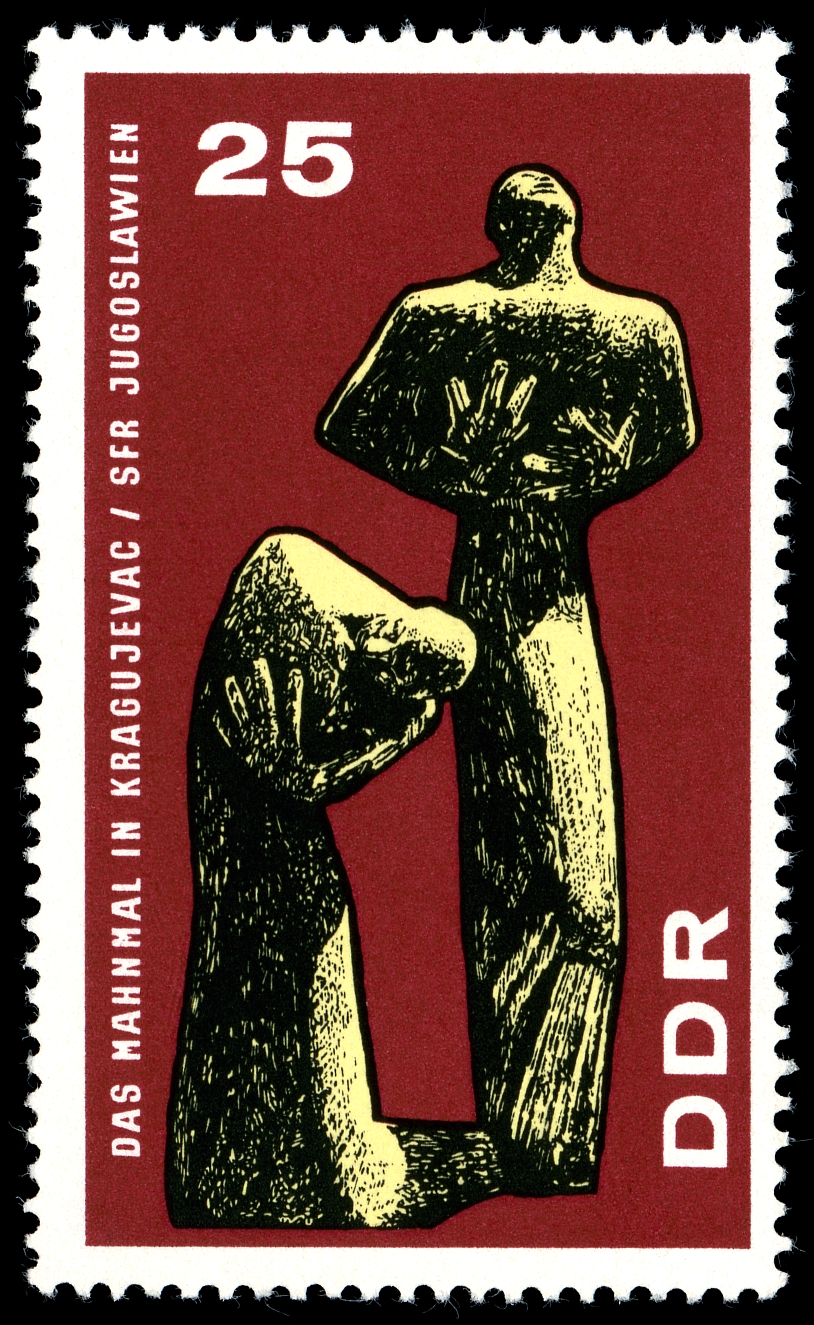
Briefmarke aus der Reihe Internationale Mahn- und Gedenkstätten, 1967

Die Massaker von Kraljevo und Kragujevac (serbisch Масакр у Краљеву и Крагујевцу Masakr u Kraljevu i Kragujevcu) waren Kriegsverbrechen der deutschen Wehrmacht im besetzten Serbien. Bei den beiden größten Erschießungen in Serbien wurden im Oktober 1941 mehr als 4000 Zivilisten getötet. Angehörige der 717. Infanteriedivision erschossen als Vergeltung für einen Hinterhalt, in den eine deutsche Kompanie geraten war, 2300 Bürger der Stadt Kragujevac, gleichzeitig fielen 1700 Einwohner des benachbarten Kraljevo einer ähnlichen „Sühneaktion“ zum Opfer. An den Massakern waren Einheiten des kollaborierenden Serbischen Freiwilligenkommandos und der Serbischen Staatswache beteiligt.

## Vorgeschichte

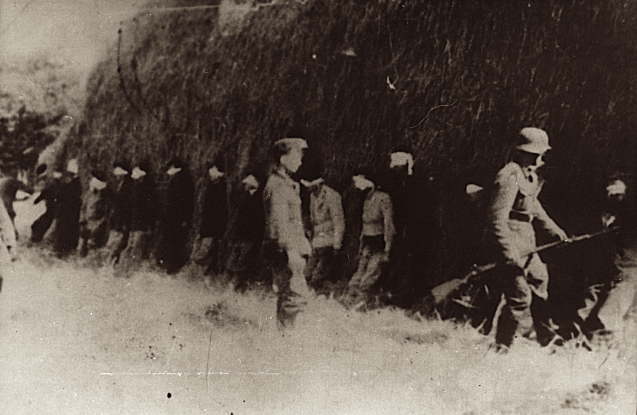
Erschießung in Smederevska Palanka bei Kragujevac (20. Oktober 1941)

Im April 1941 hatten mit dem Luftangriff auf Belgrad die Armeen des nationalsozialistischen Deutschen Reiches und seine Verbündeten, das faschistische Italien und Ungarn, ohne vorherige Kriegserklärung Jugoslawien angegriffen und das Land innerhalb von wenigen Wochen besetzt. In dem einer deutschen Militärverwaltung unterstellten Serbien entstand im Sommer 1941 eine flächendeckende Aufstandsbewegung, der eine nur aus vier nicht vollwertigen Infanterie-Divisionen (704. Infanterie-Division, 714. Infanterie-Division, 717. Infanterie-Division und 718. Infanterie-Division) mit minderwertiger Ausrüstung bestehende deutsche Besatzungsmacht gegenüberstand. Zwei der Divisionen waren in Österreich aufgestellt worden: die 717. ID und die 718. ID im Wehrkreis XVII (Wien). Die 717. ID zählte etwa 6000 Mann und bestand aus überalterten Mannschaften und Offizieren ohne Kampferfahrung. Die 717. ID bildete mobile Jagdkommandos aus 25 bis 30 Mann zur „Bandenbekämpfung“.
Dem Aufstand sollte mit beispielloser Härte und Abschreckung begegnet werden. Am 10. Oktober 1941 hatte der bevollmächtigte Kommandierende General in Serbien, General der Infanterie Franz Böhme, die Erschießung von 100 Zivilisten für jeden getöteten und 50 Zivilisten für jeden verwundeten Wehrmachtsoldaten befohlen.

## Das Massaker von Kraljevo
In den ersten Oktobertagen hatte die 717. ID bei „Säuberungen“ in der Umgebung von Kraljevo 105 Zivilisten erschossen und zahlreiche Dörfer niedergebrannt. Im Kampf hatte sie dabei nur sechs Gegner töten können, bei zwölf eigenen Gefallenen und einigen Verwundeten. Am 13. Oktober gelang es den Partisanen, die Stadt Kraljevo und die dort stationierte 717. Infanterie-Division einzuschließen und mit Artilleriefeuer anzugreifen. Diese nahm daraufhin in der Stadt Geiseln. Die fortgesetzten Angriffe der aufständischen serbischen Einheiten konnten am 15. Oktober von der Wehrmacht nur unter erheblichen Verlusten abgewehrt werden. Nachdem gegen Abend Schüsse innerhalb der Stadt gefallen waren, töteten Wehrmachteinheiten als Vergeltungsmaßnahme 300 serbische Zivilisten. Am nächsten Tag wurden die deutschen Verluste bei den Kämpfen um Kraljevo „gesühnt“. Dazu trieb die 717. Infanterie-Division die männliche Bevölkerung der Stadt im Hof der Waggonfabrik zusammen und registrierte sie. Als Vergeltung für die am 15. Oktober bei den Artilleriegefechten 14 getöteten und 20 verwundeten Soldaten wurden nach Angaben im Kriegstagebuch „insgesamt 1.736 Männer und 19 kommunistische Frauen erschossen.“ Noch am gleichen Tag erhielten 20 Angehörige der 717. ID das Eiserne Kreuz II. Klasse. Die Hinrichtungen wurden in den nächsten Tagen fortgesetzt, wobei mindestens 4000 bis 5000 Zivilisten, nach jugoslawischen Angaben in Kraljevo und Umgebung zwischen 7000 und 8000 Zivilisten getötet worden sind.

## Die Massenerschießung von Kragujevac

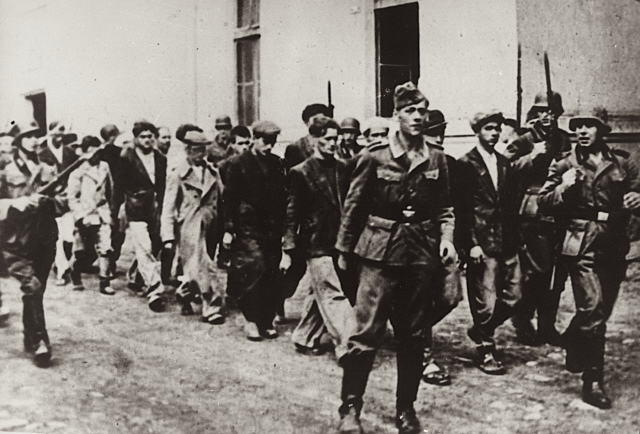
Kragujevac, 21. Oktober 1941

Ähnlich gingen Wehrmachteinheiten in dem nördlich gelegenen Kragujevac vor. Hier waren in einem Dorf in der Nähe der kleinen Stadt bei einem Gefecht mit Partisanen zehn Wehrmachtsoldaten getötet und 26 verwundet worden. Als Gegenreaktion trieben Soldaten des 749. und des 727. Infanterieregiments unter Leitung von Major Paul König wahllos serbische Zivilisten zusammen und erschossen am 21. Oktober 1941 und in den beiden Folgetagen in der Nähe der Stadt nach der festgelegten Geiselquote insgesamt 2.794 Menschen, darunter 300 Schüler und 18 Lehrer des örtlichen Gymnasiums. Die Lehrer hatten die Möglichkeit der Erschießung zu entgehen, jedoch entschlossen sie sich, die Schüler nicht alleine zu lassen, um ihnen Begleitung und Beistand in ihrer Angst und Entwürdigung zu geben. Somit kamen auch sie ums Leben.

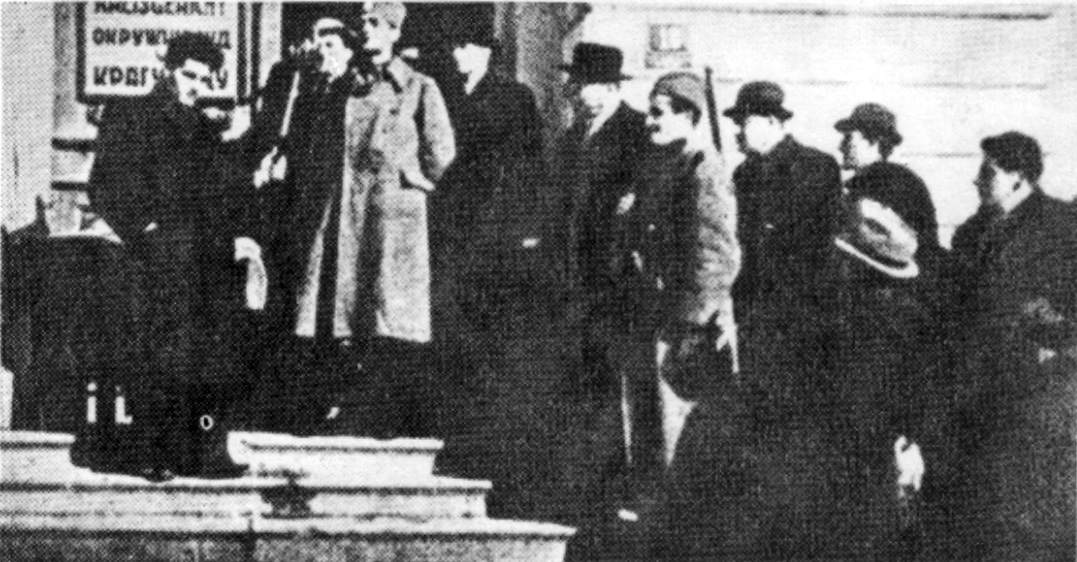
Simeon „Sima“ Kerečki, ein Funktionär des beteiligten Serbischen Freiwilligen-Korps, hält nach einem Massaker eine öffentliche Rede vor dem Kreisgericht in Kragujevac (November 1941)

In dem Telegramm des Gesandten Felix Benzler an das Auswärtige Amt vom 29. Oktober 1941 findet sich die Angabe: „Die Erschießungen in Kragujevac sind erfolgt, obwohl in dieser Stadt kein Angriff gegen deutsche Wehrmachtangehörige stattgefunden hatte, weil anderwärts nicht genügend Geiseln aufgetrieben werden konnten.“

## Wehrmacht und Geiselerschießungen
Die beiden Massaker in Serbien gehören zu den Geiselerschießungen durch die Wehrmacht während des Zweiten Weltkriegs, die in ihren Dimensionen selbst die Kriegsverbrechen der SS und der Gestapo von Lidice im heutigen Tschechien und Oradour-sur-Glane in Frankreich übertrafen.
Insgesamt erschossen Wehrmachteinheiten zwischen April und Anfang Dezember 1941 20.000 bis 30.000 serbische Zivilisten als Vergeltungsmaßnahmen für Partisanenangriffe. Bis zum Ende der Besetzung des ehemaligen Jugoslawiens 1944 dürfte die Wehrmacht etwa 80.000 Geiseln getötet haben. Bei der Auswahl der Geiseln wurden sowohl politische als auch rassistische Kriterien angelegt: Nach Anweisung Böhmes vom 10. Oktober 1941 waren als Geiseln auszuwählen „Kommunisten […], saemtliche Juden, [sowie] eine bestimmte Anzahl nationalistischer und demokratisch gesinnter Einwohner.“

## Aufarbeitung und Gedenken
Die juristische Ahndung folgte 1948 im Nürnberger Nachfolgeprozess gegen elf Generäle. Generalfeldmarschall Wilhelm List wurde wegen kriegsrechtswidriger „Sühnemaßnahmen“ zu lebenslanger Haft verurteilt, jedoch Anfang der 1950er Jahre begnadigt und vorzeitig entlassen. Franz Böhme beging in Untersuchungshaft Selbstmord. Ein Ende der 1960er Jahre eingeleitetes Ermittlungsverfahren gegen den Standortkommandanten Major Paul König und den Kommandeur des 749. Infanterieregiments Otto Desch wurde eingestellt.
Im kollektiven Gedächtnis der Deutschen und Österreicher haben die verübten Massenverbrechen in Jugoslawien keinen Stellenwert; vermutlich sind die Verbrechen auch „aufgrund skandalöser Einstellungen von Strafermittlungen“ in beiden Ländern nahezu unbekannt geblieben. Der Massenmord in Kragujevac blieb im Nachkriegsgedächtnis Jugoslawiens unvergessen: In jedem benachbarten Dorf, in dem am 19. Oktober 1941 Opfer erschossen worden waren, entstanden Mahnmale. Im Ort selbst wurde auf 352 Hektar mit dem Šumarice-Gedenkpark eine monumentale Gedenkanlage errichtet; im angeschlossenen Museum wird das Ereignis dokumentiert. An den jährlichen Gedenkveranstaltungen am 21. Oktober nahmen bis zu 80.000 Menschen teil. Nach dem Zerfall Jugoslawiens dient die Gedenkstätte, die früher für die Verbrechen der Nationalsozialisten im gesamten Jugoslawien stand, nur noch als serbischer Gedenkort.

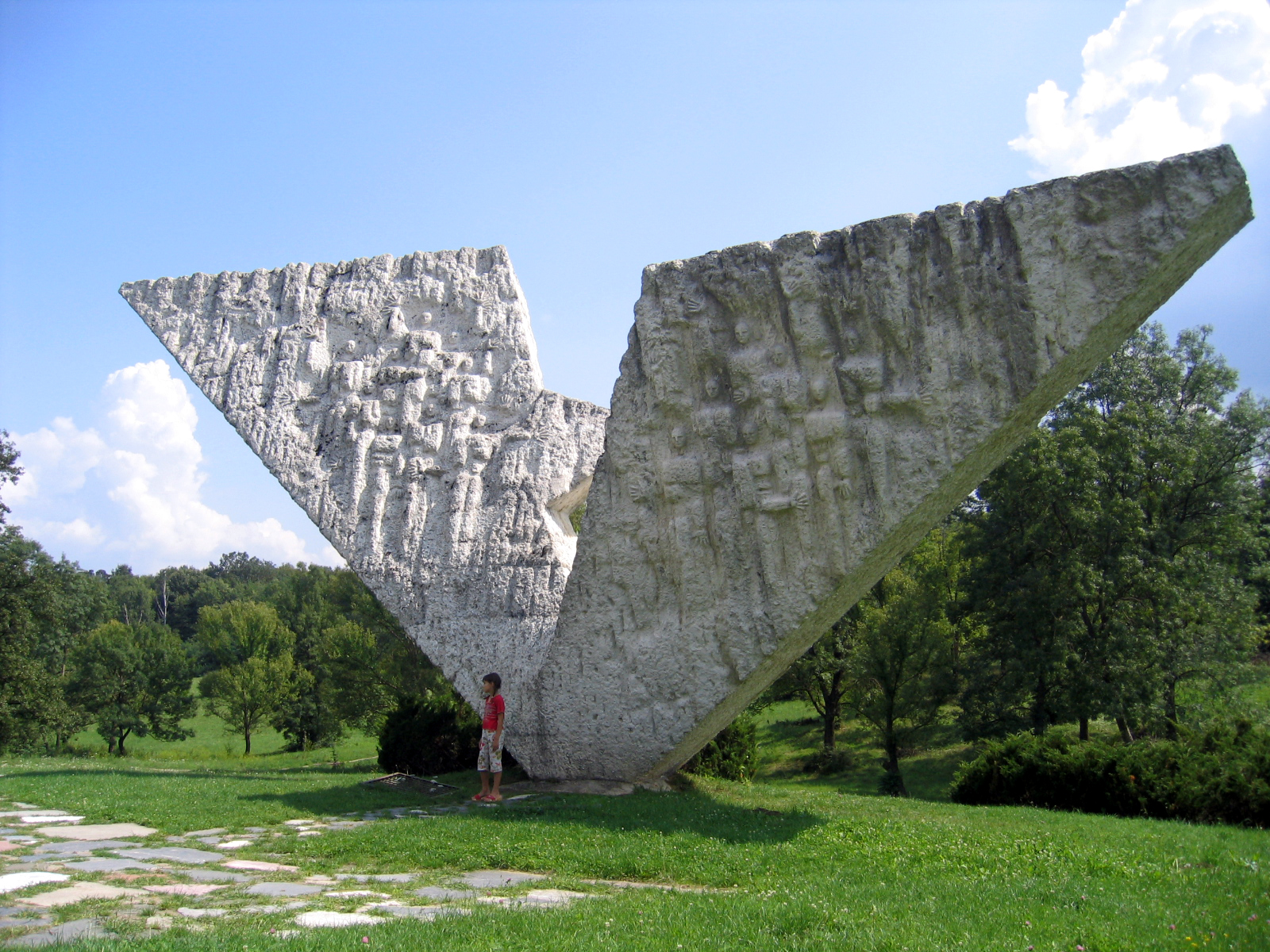
Denkmal für die bei dem Massaker ermordeten Schüler und Lehrer
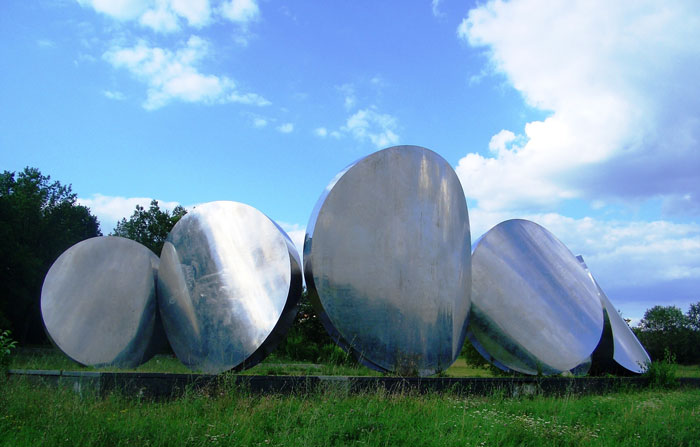
Denkmal an der Stelle eines der Massengräber
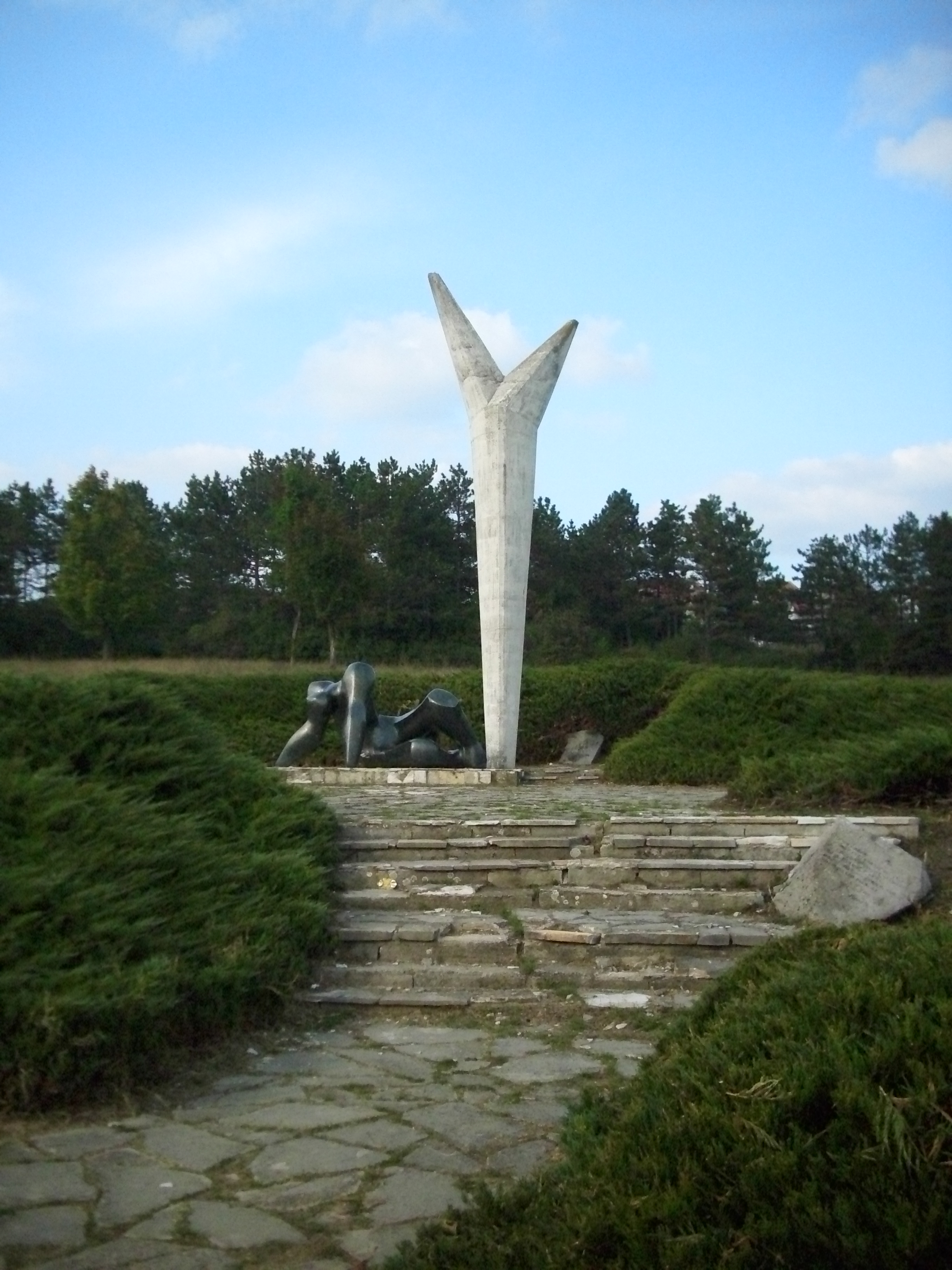
Denkmal an der Stelle eines der Massengräber
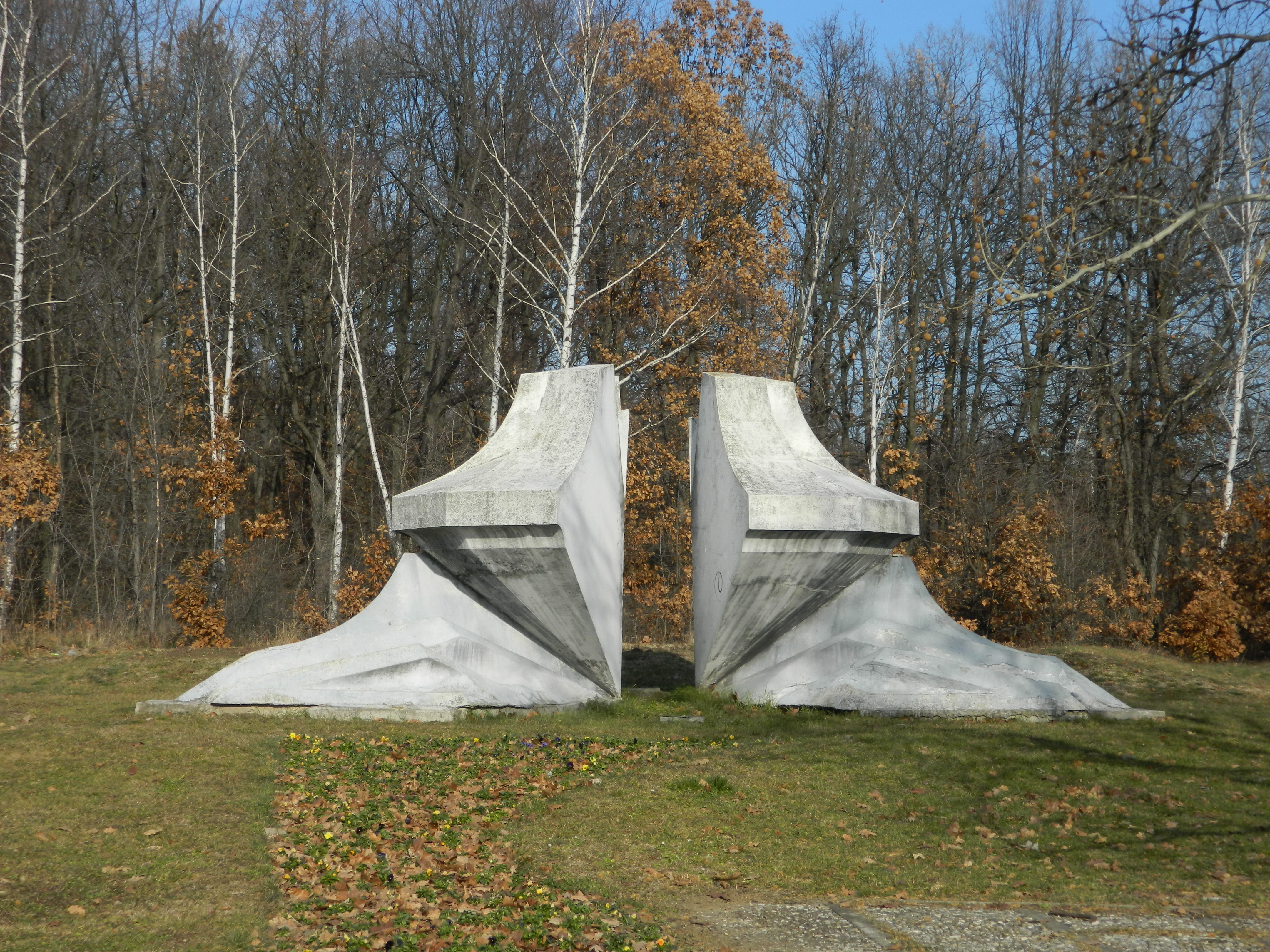
Denkmal für einen ermordeten 15-jährigen Roma-Jungen
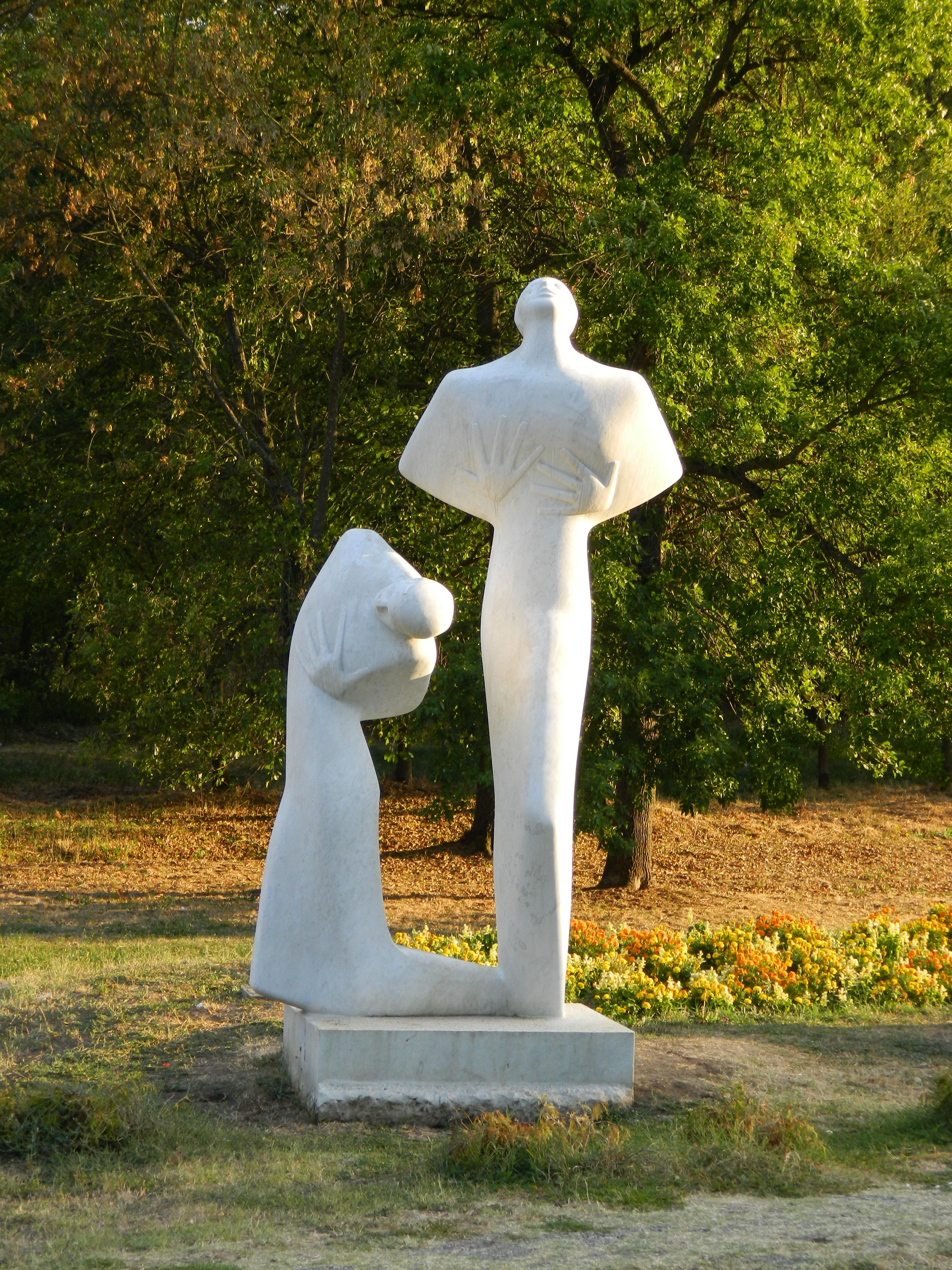
„Schmerz und Missachtung“: Denkmal für die einzige bei dem Massaker getötete Frau, Nada Naumović